# Bundesrechnungshof (Gebäude, Frankfurt am Main)

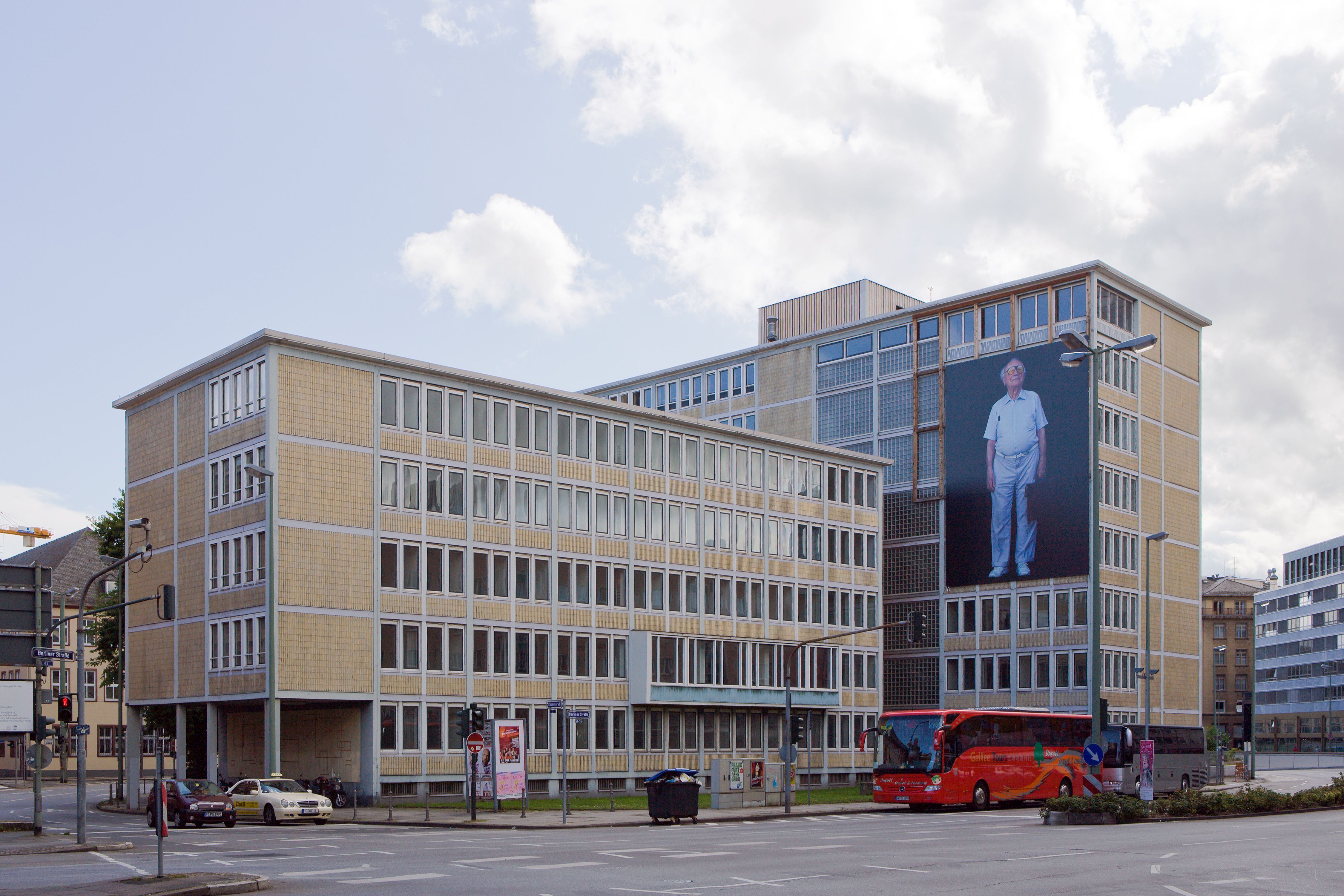
Bundesrechnungshof von der Ecke Kornmarkt Berliner Straße aus gesehen

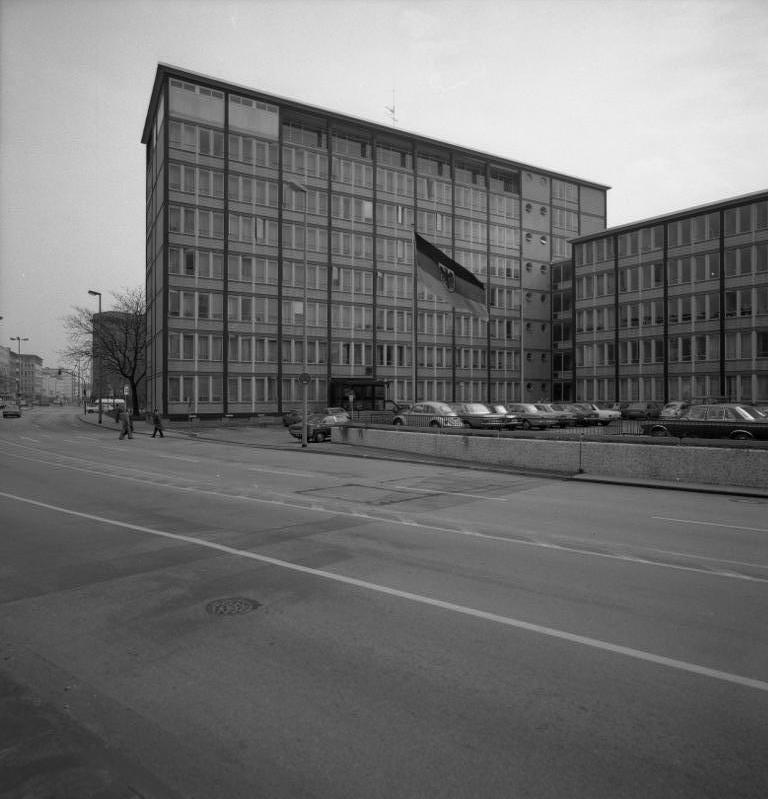
Bundesrechnungshof 1977

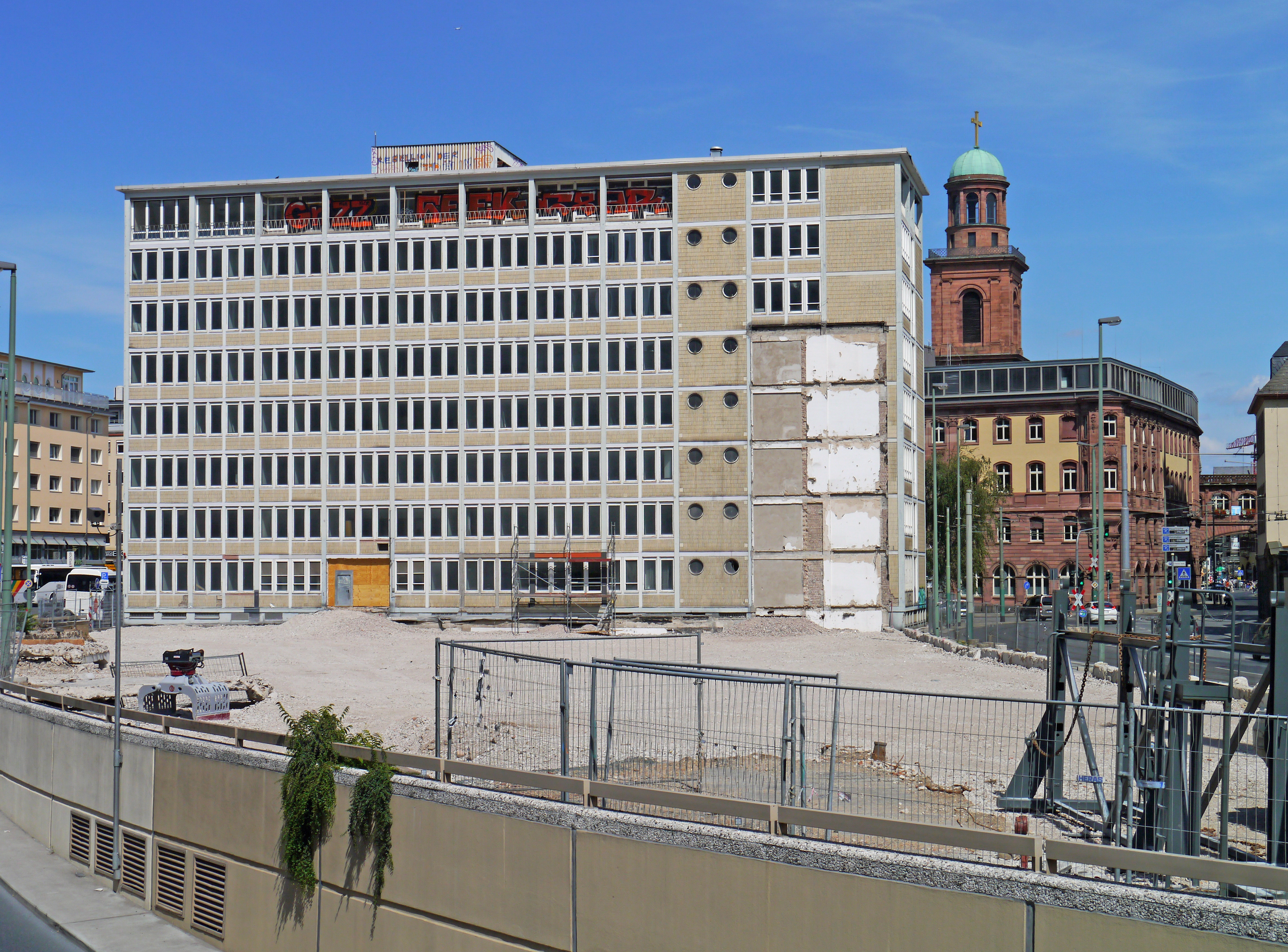
Denkmalgeschützter Gebäudeteil (2015)

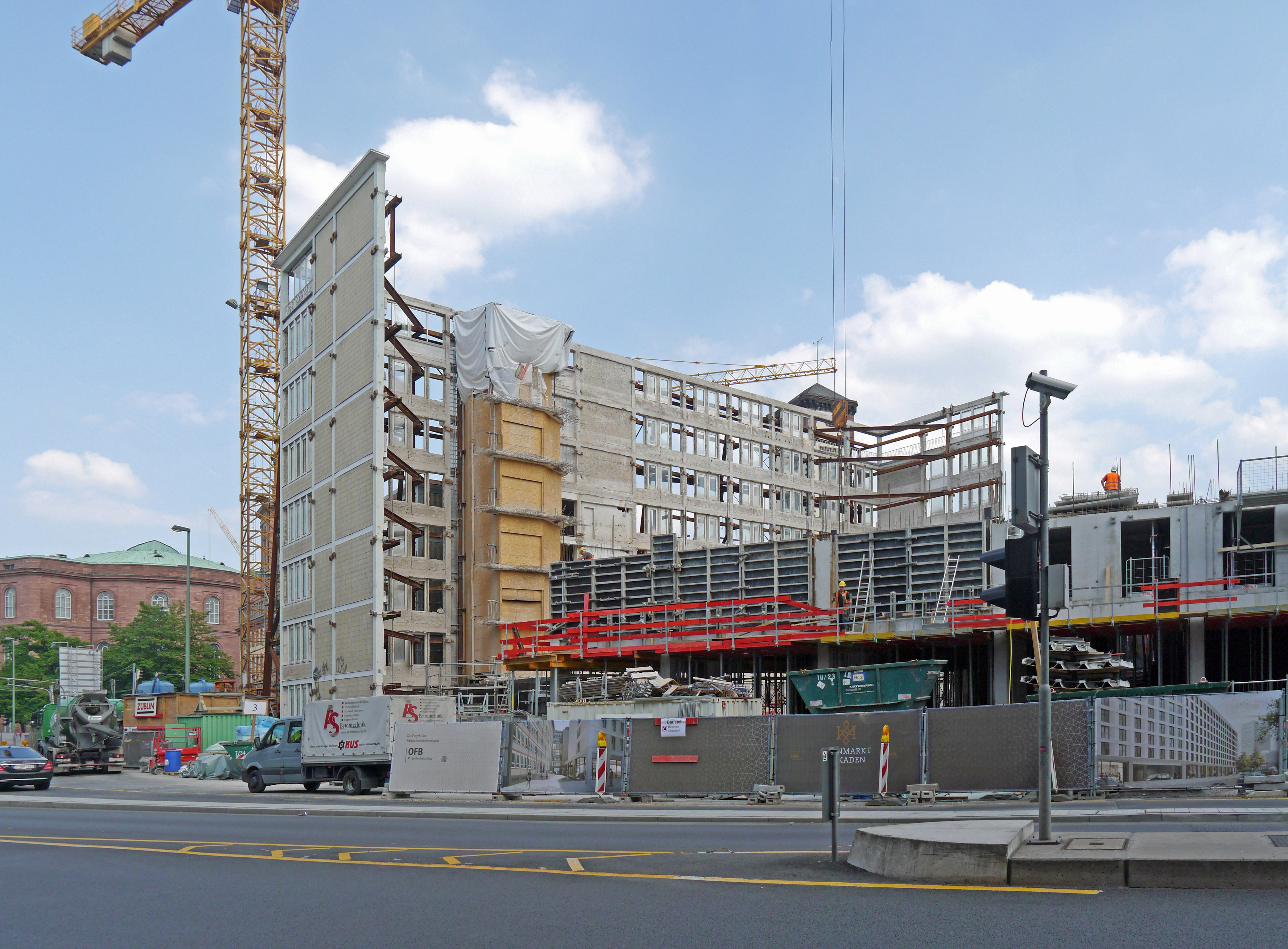
Baustelle im Juni 2017

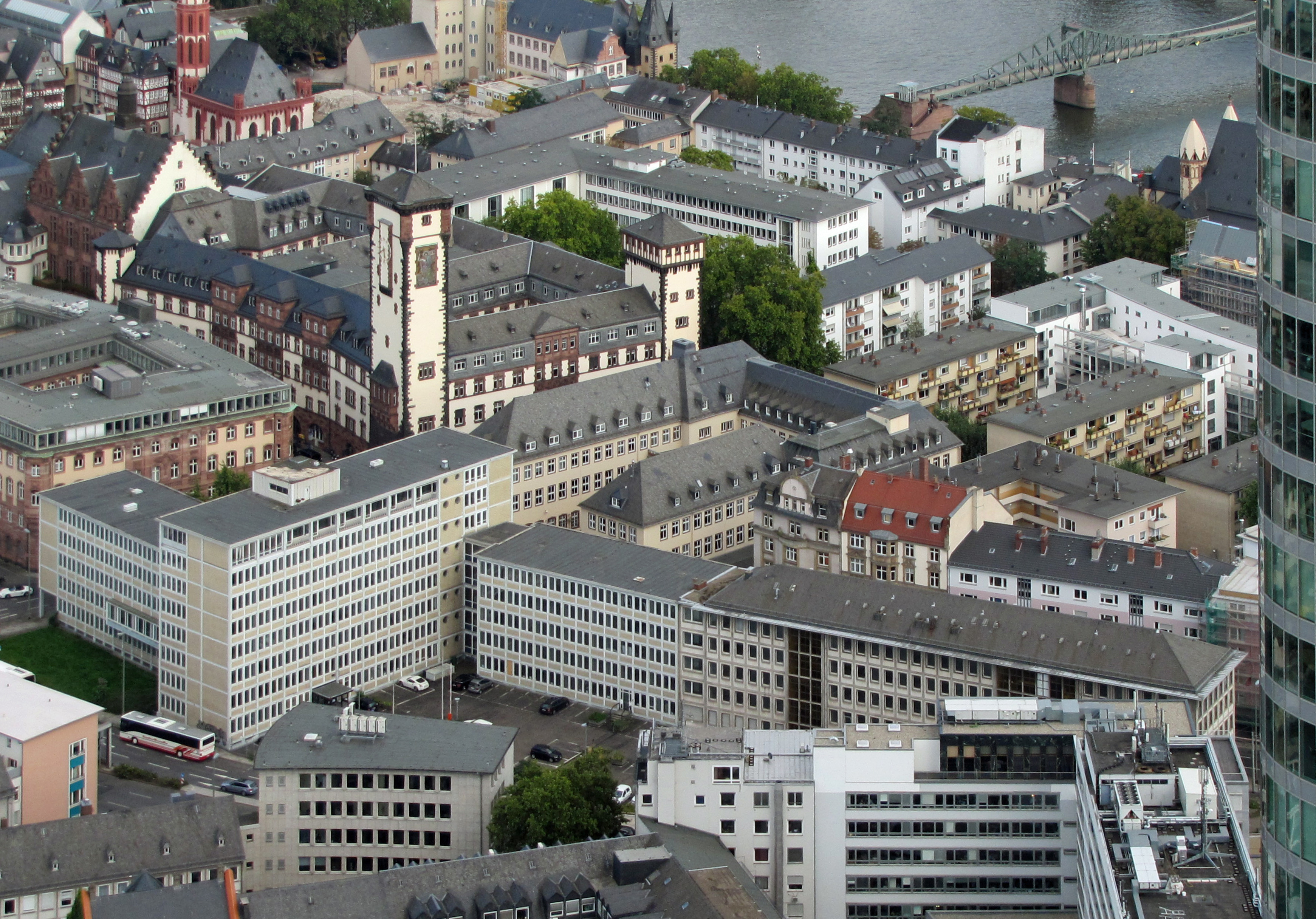
Mit nicht denkmalgeschütztem Anbau an der Theatertunnelrampe

Das Gebäude des ehemaligen Bundesrechnungshofs ist ein denkmalgeschütztes Gebäude in der Frankfurter Altstadt, in welchem der Bundesrechnungshof bis zu seinem Umzug nach Bonn im Jahr 2000 seinen Sitz hatte. Auf dem Gelände entstanden 2015 bis 2018 die Kornmarkt Arkaden, wozu ein Teil des Gebäudes umfassend saniert und der abgerissene Teil durch einen Neubau ergänzt wurde.

## Bau und Nutzung als Sitz des Bundesrechnungshofes
Nachdem der Deutsche Bundestag sich 1949 für Bonn als vorläufigen Sitz des deutschen Parlamentes ausgesprochen hatte, wurde bestimmt, dass Frankfurt am Main im Gegenzug Sitz des Bundesrechnungshofes werden sollte. Zunächst waren die Mitarbeiter der Behörde auf fünf Standorte verteilt. 1950 erwarb der Bund ein Grundstück in zentraler Lage in Frankfurt für einen Neubau. Das Grundstück lag hinter der Paulskirche zwischen Bethmannstraße, Kornmarkt und Berliner Straße. Das Grundstück war ein Trümmergrundstück; die bisherige Bebauung war durch die alliierten Bombenangriffe des Zweiten Weltkriegs völlig zerstört worden.
1951 erfolgte ein Architekturwettbewerb, bei dem der Entwurf von Werner Dierschke und Friedel Steinmeyer als Sieger hervorging. Es entstand ein Z-förmiges Gebäude mit Flachdach. Der Mitteltrakt wies acht Stockwerke und eine Höhe von 26,5 Metern auf, die beiden Seitenflügel bestanden aus fünf Stockwerken mit je 17,2 Metern Höhe.
Der Stahlskelettbau wirkte nach Meinung der Gutachter durch die leichte hohe Bauweise als „glückliche Entsprechung zur Paulskirche“. 1100 Fenster und eine Verkleidung mit farbigen Fenstern würden die Baumaße optisch zurücknehmen. Die Einweihung des Gebäudes erfolgte am 19. November 1953 im Beisein von Bundespräsident Theodor Heuss (gespielt wurde Ludwig van Beethovens Wut über den verlorenen Groschen).
1955 wurde in Richtung des heutigen Theatertunnels noch ein Anbau errichtet, der jedoch nie unter Denkmalschutz stand. Die Baukosten für das gesamte Ensemble betrugen 3.651.697,64 DM (nach heutiger Kaufkraft entspricht das 11,2 Millionen Euro).
Der Zeit entsprechend waren die errichteten Räume klein. Die 400 Mitarbeiter verfügten jeweils über etwa zehn Quadratmeter Bürofläche. Auch die leitenden Beamten verfügten mit 20 Quadratmetern über genauso wenig übertriebene Räume wie der Präsident, dessen Büro im ersten Stock 25 Quadratmeter maß. In der Summe standen 8071 Quadratmeter Bürofläche zur Verfügung.
Die geschwungene, scheinbar freischwebende Treppe im Mitteltrakt gehört zu den Besonderheiten des Gebäudes. In der Eingangshalle befand sich ein Bild von Potsdam des Künstlers Eberhard Schlotter. Potsdam war Sitz des Rechnungshofes des Deutschen Reiches gewesen.
Das Gebäude musste mehrfach saniert werden. Die Betonsanierung und der Einbau von Wärmeschutzfenstern in den 1980er Jahren kosteten drei Millionen DM (nach heutiger Kaufkraft etwa 3,3 Millionen Euro).

## 21. Jahrhundert
Seit dem 1. Juli 2000 hat der Bundesrechnungshof aufgrund des Berlin/Bonn-Gesetzes seinen Sitz in Bonn. Das Gebäude in Frankfurt stand seitdem leer. Über eine künftige Nutzung bestand länger Unklarheit. Die Wolf & Partner Grundstücksgesellschaft, die seit 2002 Eigentümerin war, wollte hier ein Luxushotel unterbringen. Nachdem dieses Vorhaben scheiterte, betrieb der Hauptgläubiger die Zwangsversteigerung. Der Schätzwert betrug 33,5 Millionen Euro. Am 27. Juli 2010 ging das Gebäude für 16,8 Millionen Euro an die BS GmbH und Co KG, ein Tochterunternehmen der Helaba.
Die hinter der BS GmbH und Co KG stehende „OFB Projektentwicklungsgesellschaft“ stand daraufhin in Verhandlungen mit dem Landesamt für Denkmalpflege Hessen, da sie nach Veränderungen am Bau die Denkmalschutzwürdigkeit nicht mehr gewährleistet sah und zudem jedwede Nutzung unter den Auflagen des Landesamtes als nicht mehr rentabel erachtete. Weiter wurde angeführt, die Bausubstanz sei marode. Das Amt schloss eine Aberkennung des Denkmalschutzes zunächst aus.
2012 einigten sich Amt und Bauherrin auf eine umfassende Sanierung des Ostflügels und den Abriss des nicht unter Denkmalschutz stehenden Anbaus in Richtung Theatertunnel. Auf dem frei werdenden Areal und dem vormals als Parkplatz genutzten Teil des Grundstücks an der Berliner Straße entstand 2015 bis 2018 der Neubau der Kornmarkt Arkaden. Das Projekt beinhaltet Flächen für Läden und Gastronomie, 21 Mietwohnungen und ein Hotel der Kette Motel One mit 470 Zimmern. Der denkmalgeschützte Teil wurde umfassend saniert und wird seit 2018 als Bürofläche genutzt.